# Глибинне зло
«Глибинне зло» (англ. The Hole in the Ground) — містичний фільм жахів, знятий у 2019 році режисером Лі Кроніном на основі його сценарію, розробленого спільно зі Стівеном Шилдом. Головними героями фільму стали Шана Керзлейк, Джеймс Космо, Каті Аутінен, Сімоне Кірбі, Стів Волл та Джеймс Квін Маркі. В основі фільму лежать події із життя молодої жінки, яка починає підозрювати, що дивна поведінка її сина пов'язана із загадковою заглибиною в землі, викликаною падінням метеориту.
Прем'єра фільму відбулася 25 січня 2019 року на кінофестивалі Sundance. 1 березня 2019 року його випустили медіакомпанії Wildcard Distribution в Ірландії та Vertigo Releasing у Великій Британії.

## Сюжет
Сара разом зі своїм сином переїздять в одне з ірландських селищ, аби розпочати нове життя в орендованому будинку поблизу старого лісу. Вона покинула свого чоловіка, що і був батьком Крістофера (Кріса). Під час переїзду Сара ледь не збила літню жінку, на ім'я Норін, яка стояла прямо посеред дороги.
Коли мати із сином повертаються до будинку, то між ними спалахує суперечка, адже Сара збрехала Крісу, сказавши, що батько приїде до них пізніше. Розчарований хлопчик втікає від Сари до лісу. Жінка слідує за ним, але спроби наздогнати сина закінчуються невдачею. Її хвилювання зростає і раптово Сара знаходить посеред лісу гігантську воронку від метеориту. Знаходячись на межі істерики через те, що її син міг постраждати, вона обертається і бачить Кріса, що стоїть поряд.
Пізніше Сара знову зустрічає Норін, яка, як і вперше, стоїть посеред дороги. Норін наближується до автівки та буквально виходить із себе, коли бачить Кріса. Вона б'ється головою об скло машини, кричить Сарі, що цей хлопчик — «не її син». Скоро приходить Дес, чоловік Норін, перепрошує та забирає її додому.
Після цього випадку Сара дізнається, що Норін було жорстоко вбито за таємничих обставин: хтось закопав її голову в землю.
На похоронах Норін її чоловік розповідає Сарі, що його жінка вважала, що їхній син Джеймс насправді був самозванцем, чужим, і що вона могла переконатися у цьому, просто подивившись на його відображення в дзеркалі — чим вона без перестанку займалась.
Поступово Сара помічає незначні відхилення у поведінці Кріса. Наприклад, його пристрасть до пасти Болоньєзе, яку він раніше відмовлявся їсти.
Однієї з ночей Сара чує дивні шуми під час купання і потім помічає, що Кріс їсть павуків, хоча раніше він їх дуже сильно боявся. Наступного дня жінка викликає лікаря, який переконує її, що з її сином все в нормі.
Сара починає вірити, що її син вже не є собою, і ховає камеру в його кімнаті, намагаючись простежити за поведінкою Кріса вночі. Після перегляду відзнятого вона абсолютно переконана, що цей хлопчик не є її справжнім сином. Вона приносить камеру до будинку Деса, щоб показати йому докази. Однак, після цього він розлючено кидає камеру на підлогу. Під час сварки Сара просить Дес сказати їй, чи вона помиляється, що він справді їй не вірить; на що Дес відповідає, що «не може».
Врешті-решт, Сара констатує, що істота в її будинку — це Доппельгангер (двійник) її сина, що у фольклорі відомий під назвою відміна. Під час сутички із Сарою двійник намагається її вбити, але жінці вдається замкнути його у підвалі свого будинку. Шокована матір вирушає до ями у лісі, сподіваючись знайти свого справжнього сина. Коли їй це нарешті вдається, жінка спалює будинок і переїздить із сином до міста, де вони починають мешкати у квартирі із великою кількістю дзеркал.
Пізніше, коли в один із днів хлопчик грається на вулиці, Сара робить із ним кілька знімків. Але її дивує, що на дисплеї його обличчя відображається якось не так. Роблячи фотографії одна за одною, Сара бачить що на всіх із них вигляд сина виявляється незрозуміло розмитим.

## У ролях
- Сеана Керслайк у ролі Сари О'Нілл
- Джеймс Космо у ролі Деса Брейді
- Каті Аутінен у ролі Норін Брейді
- Симоне Кірбі у ролі Луїзи Кал
- Стів Уолл у ролі Роба Кала
- Джеймс Квін Маркі у ролі Кріса О'Нілла
- Іойн Макен у ролі Джея Кала
- Девід Кроулі у ролі вчителя

## Прем'єра
У грудні 2018 року американськими кінокомпаніями A24 та DirecTV Cinema було придбано права на дистрибуцію фільму у Сполучених Штатах. Того ж місяця корпорація Вертіго Релізинг отримала право на показ фільму у Великій Британії та Ірландії. Світова прем'єра відбулася на кінофестивалі Sundance 25 січня 2019 року. Показ фільму у Сполучених Штатах та Ірландії пройшов 1 березня 2019 року.

### Реакція критиків
Згідно з даними сайту-агрегатора Rotten Tomatoes, кінострічка «Глибинне зло» отримала рейтинг схвалення 86 % та загальний рейтинг 6,5/10 (на основі 84 відгуків). Сайт дав таку оцінку фільму: «Глибинне зло майстерно маніпулює батьківськими страхами, приправляючи їх справжнім жахом, який завдяки своїй абсолютній ефективності затьмарює недостатню оригінальність кінокартини». На сайтіMetacritic фільм має середню оцінку 63 із 100, що базується на основі відгуків 16 критиків. Це свідчить про «переважно позитивні відгуки».